# Relais 4 × 400 mètres masculin aux Jeux olympiques de 1912
Pour un article plus général, voir Athlétisme aux Jeux olympiques de 1912.
Navigation
Anvers 1920
L'épreuve du relais 4 × 400 mètres masculin aux Jeux olympiques de 1912 s'est déroulée les 14 et 15 juillet 1912 au Stade olympique de Stockholm, en Suède. Elle est remportée par l'équipe des États-Unis, composée de Mel Sheppard, Ed Lindberg, Ted Meredith et Charles Reidpath.
Il s'agit de la première apparition du relais 4 × 400 mètres dans le cadre des Jeux olympiques.

## Résultats

### Finale
| Rang               | Athlètes                                                                  | Temps        | Notes |
| ------------------ | ------------------------------------------------------------------------- | ------------ | ----- |
| Médaille d'or      | Mel Sheppard, Ed Lindberg, Ted Meredith, Charles Reidpath (USA)           | 3 min 16 s 6 | WR    |
| Médaille d'argent  | Charles Lelong, Robert Schurrer, Pierre Failliot, Charles Poulenard (FRA) | 3 min 20 s 7 |       |
| Médaille de bronze | George Nicol, Ernest Henley, James Soutter, Cyril Seedhouse (GBR)         | 3 min 23 s 2 |       |